# FS E.554
Die Baureihe E.554 war eine Elektrolokomotiv-Baureihe der staatlichen italienischen Eisenbahn Ferrovie dello Stato. Die Lokomotiven wurden auf dem oberitalienischen Drehstromnetz besonders im Güterzugdienst eingesetzt und waren die letzten gebauten Drehstromlokomotiven für dieses Netz.

## Geschichte
Die Lokomotiven waren die größte und modernsten der Güterzugelektrolokomotiven des oberitalienischen Drehstromnetzes. Waren die E.550 vorrangig für die Bedienung der Bahnstrecke Turin–Genua mit der Überquerung des Giovipass konstruiert worden, so galten die E.554 als Lokomotiven für die Brennerbahn und alle anderen Gebirgsstrecken. Auf diesen waren sie sowohl im Güterzugs- als auch im Personenzugdienst eingesetzt und ersetzten dort die älteren Lokomotiven der Reihen E.550 und E.551. Für den Personenzugdienst waren die Lokomotiven mit einem Heizkessel ausgerüstet.
Für die Verbesserung des Bogenlaufes auf der bogenreichen Strecke Bozen–Meran wurden im Depot Bozen 1934 die äußeren Kuppelstangen ausgebaut. Durch diesen Umbau änderte sich die Achsfolge auf 1C1, die Lokomotiven erhielten die neue Bezeichnung E.354 mit den Ordnungsnummern 001 bis 010. Daraufhin konnten die Lokomotiven auch auf dieser bogenreichen Strecke Züge mit der Höchstgeschwindigkeit von 50 km/h fahren. 1943 wurde dieser Umbau wieder rückgängig gemacht, da im Zweiten Weltkrieg auf der Brennerbahn größere Zugkräfte gefahren werden mussten.
Die Lokomotiven waren größtenteils in Doppeltraktion für die Bespannung schwerer Güterzüge bzw. für Vorspann- und Schiebedienste eingesetzt und bildeten in dieser Form die Bespannung der Züge auf den Gebirgsbahnen bis zum Ende des Drehstrombetriebes. Nach der Umstellung der Brennerbahn und der Bahnstrecke Turin–Genua auf Gleichspannung wurden sie vorrangig in Savona und Genua stationiert und bildeten dort die Bespannung schwerer Güter- und Personenzüge auf den Bergstrecken. Nachdem auch diese Strecken auf Gleichstrom umgestellt wurden, fanden die Lokomotiven zwischen Alessandria und San Giuseppe di Cairo ihr letztes Betätigungsfeld und verkehrten bis zum Ende des Drehstrombetriebes 1976.
Zwei Lokomotiven der Reihe sind erhalten geblieben; die E.554.078 steht im Museo Europeo dei Trasporti Ogliari, und die E.554.174 als Ausstellungsobjekt auf dem Gelände von Alstom in Vado Ligure, dem ehemaligen Werk Tecnomasio Italiano Brown Boveri.

## Technische Merkmale

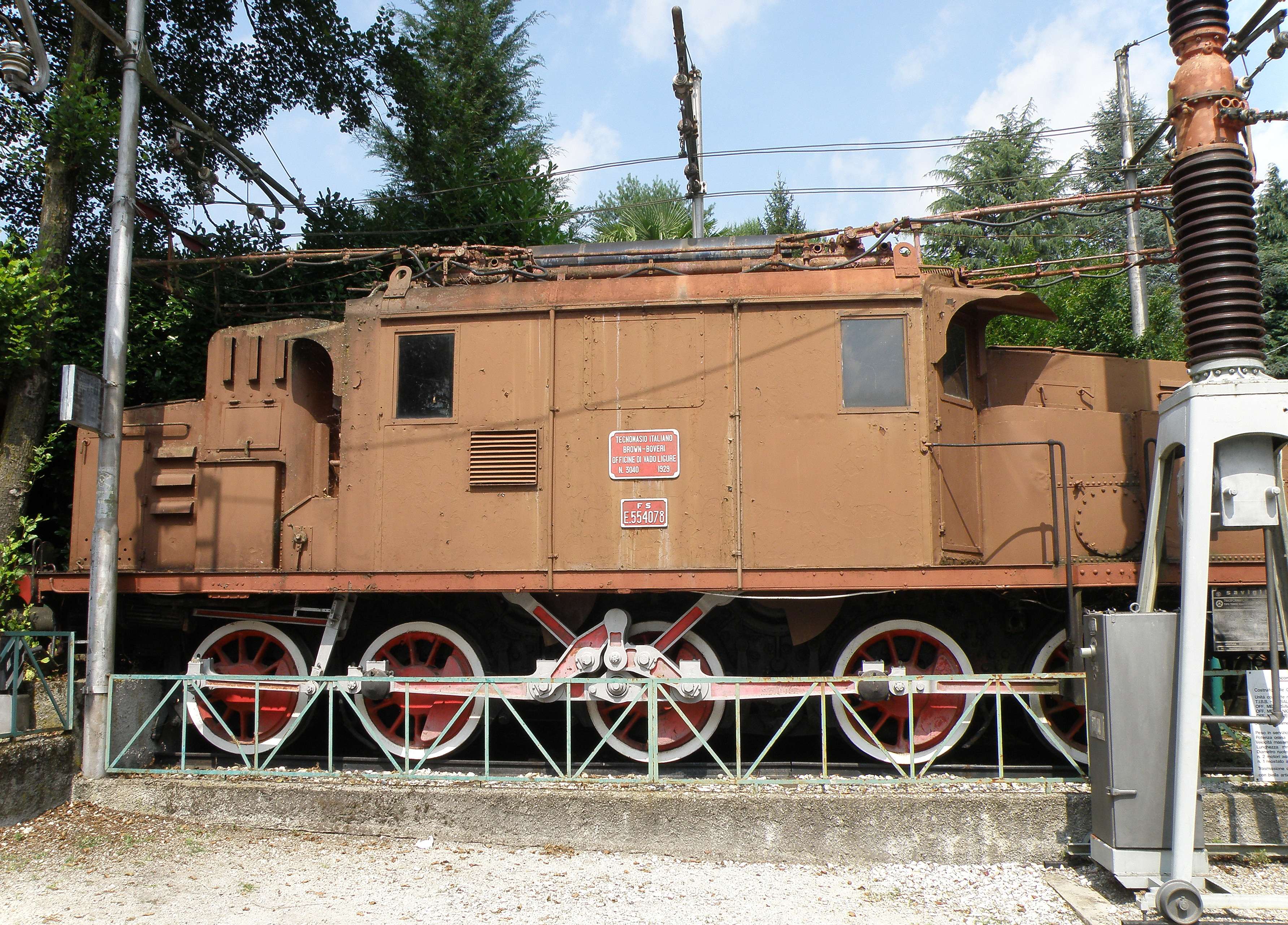
Seitenansicht der Lokomotive E.554.078 im Fahrzeugmuseum in Ranco

Technisch gesehen gleichen die Lokomotiven den Vorgängerbauarten E.550 und E.551. Äußerlich unterschieden sich die Lokomotiven durch die größere Länge, die größere Höhe der Vorbauten mit den zusätzlichen Aufbauten für die Heizung, durch die glatte Vorderfront des Führer- und Maschinenraumes und den anderen Antrieb.

### Mechanischer Teil
Gegenüber den Vorgängerbauarten E.550 und E.551 wurden die Antriebsmotoren weiter nach oben versetzt und ein Gelenkantrieb nach Bianchi vorgesehen. Die Motoren umschloss der auf den Rahmen aufgesetzte Lokkasten, in dem außer den Fahrmotoren auch die Kompressoren untergebracht waren. Auf dem Dach befanden sich außer den beiden Stangenstromabnehmer auch die Luftbehälter für die pneumatische Bremse. In den Vorbauten wurden der Flüssigkeitsanlasser, der Heizkessel, der Hauptschalter und andere Apparaturen untergebracht, durch die eine Gefährdung des Lokführers nicht ausgeschlossen war.
Die Lokomotiven waren mit einer indirekten Bremse für den Zug sowie einer direkt wirkenden Druckluftbremse als Zusatzbremse ausgerüstet. Den Großteil der Drucklufterzeugung übernahm ein mechanisch durch das Gestänge angetriebener Achskompressor. Zusätzlich besaßen die Lokomotiven noch einen elektrisch angetriebenen Kompressor kleiner Leistung für die Drucklufterzeugung im Stand.

### Elektrischer Teil
Der elektrische Teil der Lokomotiven wurde durch die Fahrmotoren und den Flüssigkeitsanlasser sowie einigen Hilfsgetrieben gebildet. Die Lokomotive wies zwei Geschwindigkeitsstufen in den Werten von 25 km/h und 50 km/h auf. In den beiden Fahrstufen wurde der von der Fahrleitung übernommene Drehstrom mit dem optimalen Leistungsfaktor den Fahrmotoren zum Antrieb übergeben. Bei 25 km/h arbeiteten die beiden Motoren in Reihenschaltung, bei 50 km/h in Parallelschaltung. Zwischen den beiden Fahrstufen und beim Anfahren diente der Flüssigkeitsanlasser, der als sogenannter Beschleuniger zwischen den Dauerfahrstufen diente. Die Wirkungsweise des Flüssigkeitsanlassers und die Steuerung der Lokomotive geschah wie bei den E 550.
Der Flüssigkeitsanlasser arbeitete mit pneumatischer Steuerung, ebenso der in Öl gelagerte Hauptschalter. Dieser war bei den Vorgängerbauarten E.550 und E.551 noch in dem Führerstand eingebaut. Nachdem es in Folge von Überspannungen zu tödlichen Unfällen bei Explosionen des Hauptschalters infolge des ausspritzenden Öles gekommen war, erhielten die Lokomotiven der Reihe E.554 eine Anordnung auf einem Vorbau mit einem Schutzschrank. Ebenfalls besaßen die Lokomotiven einen Heizkessel für die Wagenheizung.

## Einrichtung zur Doppeltraktion

### SystemBolzano
Severo Rissone, der damalige Direktor der FS, regte 1957 eine Studie zur Anwendung der Mehrfachtraktion an, da die Lokomotiven auf den Gebirgsstrecken meist mit Vorspann arbeiteten.  Das als erstes entwickelte System Bolzano wurde nach dem Depot Bolzano benannt, das die beiden Lokomotiven für die Versuche stellte. Es hatte den Nachteil, dass von zwei gekuppelten Lokomotiven nur eine die führende der Doppeltraktion sein konnte, weshalb bei der Rückfahrt nur die vordere Lokomotive arbeitete, während die zweite leer mitlief. Die Steuerung der geführten Lokomotive erfolgte, indem der Flüssigkeitsanlasser der geführten Lokomotive abgetrennt wurde und die Läufer der Motoren mit einem zusätzlichen Anlasser auf der führenden Lokomotive verbunden wurden. Die beiden Tanks der Flüssigkeitsanlasser waren hydraulisch miteinander verbunden, so dass beide Widerstände nach dem Prinzip der kommunizierenden Gefäße synchron arbeiteten. In den Jahren 1958 und 1959 wurde diese Steuerung bei 16 Lokomotiven eingerichtet, womit acht Lokomotivpaare entstanden. Alle waren auf der Südrampe der Brennerbahn im Einsatz, bis die Strecke im Frühjahr 1965 auf 3 kV Gleichspannung umgestellt wurde. Ein Lokomotivgespann konnte zusammen mit einer einzelnen Schiebelokomotive einen 955-t-Zug bergwärts befördern.
,=== System Hybrid ===
Das System Hybrid wurde im Depot Rivarolo Ligure in Genua entwickelt, weil sich das System Bolzano für den Einsatz auf der Strecke über den Giovipass mit starken Steigungen in beiden Richtungen nicht eignete, so dass die Nutzung der Doppeltraktion nur in einer Richtung ein massiver Nachteil gewesen wäre. Die Steuerung des Systems Bolzano wurde dahingehend ergänzt, dass der Flüssigkeitsanlasser auf der führenden Lokomotive mit einem pneumatischen Servomotor versehen wurde, der bei der Rückfahrt über ein Steuerventil auf der geführten Lokomotive bedient werden konnte. Der Name Hybrid weist darauf hin, dass je nach Fahrtrichtung die Steuerung unterschiedlich ist: Wenn die Lokomotive mit den beiden Flüssigkeitsanlassern führend war, wurde die mechanische Steuerung der Flüssigkeitsanlasser genutzt, wenn die andere Lokomotive vorne war, kam die pneumatische Fernsteuerung zum Einsatz. Das System war bei fünf Lokomotivgespannen für die Giovipass-Strecken und zwei auf der Mont-Cenis-Strecke im Einsatz.

### SystemLigure
Gleichzeitig mit der Entwicklung des Hybridsystems wurde einer Alternative mit einem pneumatisch gesteuerten Flüssigkeitsanlasser erprobt. Diese erlaubte, die bestehende Einschränkungen zu beseitigen und die Lokomotiven frei untereinander zu tauschen, weil sie nicht mehr mit Hochspannungsleitungen miteinander verbunden waren, die nur in der Werkstatt getrennt werden konnten. Das System wurde in den Jahren 1959 bis 1962 auf 11 Lokomotiven der Reihe E.554 eingebaut, von denen einige zuvor bereits mit den Systemen Bolzano oder Hybrid ausgerüstet waren. Weil sich das System bewährte, wurde es auch auf zwei E.551, zwei E.333, vier E.431 und einer E.432 eingebaut. 
Für das System Ligure mussten beide Lokomotiven mit einem pneumatisch gesteuerten Flüssigkeitsanlasser ausgerüstet sein, wobei auch die Mehrfachtraktion zwischen Lokomotiven verschiedener Baureihen möglich war. Das Kuppeln der Lokomotiven war im Betrieb möglich und erforderte keine Spezialwerkzeuge. Auf der führenden Lokomotive hatte der Lokführer die Möglichkeit, schnelle Korrekturen an der Steuerung beider Lokomotiven vorzunehmen, was ihm ermöglichte, die Zugkräfte der einzelnen Lokomotiven aneinander anzupassen, wenn sie unterschiedliche Raddurchmesser aufwiesen. Die Ausrüstungsteile dieser Vielfachsteuerung waren für alle Drehstromlokomotiven gleich.